# Freitag (Familienname)
Freitag ist ein deutschsprachiger Familienname.

## Herkunft und Bedeutung
Übernahme des mittelhochdeutschen "vritac" (Freitag).
„Vrygdach“, „Frijdagg“ oder „Friedag“, auch Vrydag (ndd.) ist mehrdeutig:
- „Frijer“, „Frijger“ (ndd.) = Freier, heiratswilliger Werber
- „frijen“, „frijgen“ (ndd.) = werben oder umwerben, für sich gewinnen oder einnehmen[2]

## Varianten
- Freytag (Familienname)
- Frydag

## Namensträger

### A
- Adam Freitag (1608–1650), niederländischer Ingenieur und Arzt
- Adolf Freitag († 1399), Domherr in Utrecht und Münster
- Alexander Freitag (Politiker) (1944–2018), österreichischer Politiker (SPÖ)
- Alexander Freitag (Fußballspieler) (* 1999), deutscher Fußballspieler
- Alfred Freitag (1880–1959), deutscher Politiker, MdL Hessen
- Anton Freitag SVD (1882–1968), deutscher Missionswissenschaftler
- Armin Freitag (* 1930), deutscher Diplomat

### B
- Benedict Freitag (* 1952), Schweizer Schauspieler
- Bernd Freitag (* 1942), deutscher Anästhesiologe
- Björn Freitag (* 1973), deutscher Koch, Restaurantbesitzer und Buchautor
- Buddy Freitag (1932–2012), US-amerikanischer Theaterproduzent
- Burkhard Freitag (* 1953), deutscher Informatiker, Präsident der Universität Passau

### C
- Christin Freitag (* 1984), deutsche Filmregisseurin und Drehbuchautorin
- Christine Freitag (* 1964), Professorin für historisch-systematische und vergleichende Erziehungswissenschaft an der Universität Paderborn
- Christine M. Freitag (* 1967), deutsche Medizinerin
- Christoph Freitag (* 1990), österreichischer Fußballspieler
- Clemens Freitag (1883–1969), deutscher Maler
- Cornelia Freitag-Schubert (* 1956), deutsche Künstlerin, Kunstpädagogin und Hochschullehrerin

### D
- Dagmar Freitag (* 1953), deutsche Politikerin (SPD)
- Daniel Freitag (* 1986), deutscher Musiker und Musikproduzent
- Dieter Freitag (1939–2014), deutscher Ingenieur

### E
- Eberhard Freitag (* 1942), deutscher Mathematiker
- Erhard F. Freitag (1940–2015), deutscher Hypnosetherapeut und Esoterikautor
- Erik Freitag (* 1940), österreichischer Komponist und Geiger
- Ernst Freitag (?–1973), deutscher Unternehmer
- Evelyne Freitag (* 1966), deutsch-französische Managerin

### F
- Florian Freitag (* 1992), deutscher Handballspieler
- Franz Freitag (1925–1988), deutscher Schriftsteller und Dramatiker
- Friedrich Freitag (1904–1992), deutscher Lehrer und Heimatforscher
- Friedrich Gotthilf Freitag (1686–1671), deutscher Klassischer Philologe und Gymnasiallehrer
- Fritz Freitag (Offizier) (1894–1945), deutscher Generalmajor der Polizei und Waffen-SS
- Fritz Freitag (Maler) (1915–1977), deutscher Maler

### G
- Gazi Freitag (* 1980), deutscher Politiker (Bündnis 90/Die Grünen)
- Gazmend Freitag (* 1968), albanischer Maler
- Georg Honorius Freitag (1696–1729), österreichischer Komponist
- Gerhard Freitag (1913–1995), deutscher SS-Hauptsturmführer
- Gottfried Carl Freitag (1794–1872), deutscher evangelisch-lutherischer Pfarrer
- Günther Freitag (* 1952), österreichischer Schriftsteller

### H
- Hans Freitag (1682–1734), Schweizer Holzbildhauer, siehe Johann Isaak Freitag
- Hans Freitag (Unternehmer) (1946–2015), deutscher Unternehmer (Waffel-/Keksproduktion)
- Hayo Freitag (* 1950), deutscher Produzent, Designer, Autor und Regisseur des Animationsfilms
- Heinz Freitag (Politiker) (1936–2002), deutscher SED-Funktionär in der DDR
- Heinz Freitag (Synchronregisseur) (1941–2018), deutscher Synchronregisseur
- Helmut Freitag (Botaniker) (* 1932), deutscher Botaniker und Hochschullehrer
- Helmut Freitag (* 1960), deutscher Kirchenmusiker
- Herbert Freitag (1915–nach 1950), deutscher Politiker (CDU) und Landtagsabgeordneter
- Hermann Freitag (1877–1921), deutscher Steinmetz und Unternehmensgründer
- Herta Freitag (1908–2000), österreichisch-US-amerikanische Mathematikerin
- Holger Freitag (* 1963), deutscher Skispringer
- Horst Freitag (1930–2019), deutscher Fußballspieler
- Horst Freitag (Diplomat) (* 1955), deutscher Diplomat

### J
- Jacques Freitag (1982–2024), südafrikanischer Leichtathlet
- Johann Freitag (1581–1641), deutscher Arzt
- Johann Freitag von Loringhoven (ca. 1430–1494), Landmeister des Deutschen Ordens in Livland
- Johann Isaak Freitag (1682–1734), Schweizer Holzbildhauer
- Johannes Freitag (* 1972), österreichischer Geistlicher, Weihbischof in Graz-Seckau
- John Freitag (1877–1932), US-amerikanischer Ruderer
- Josef Freitag (* 1950), deutscher katholischer Theologe und Hochschullehrer

### K
- Karin Freitag (* 1980), österreichische Langstreckenläuferin
- Karl Freitag (1896–nach 1970), deutscher Widerstandskämpfer in der NS-Zeit
- Karl-Walter Freitag (* 1954), deutscher Unternehmer und Berufskläger
- Katharina Freitag (* 1987), deutsche Fußballspielerin
- Kathrin Freitag (* 1974), deutsche Bahnradsportlerin
- Klaus Freitag (* 1964), deutscher Althistoriker
- Kornelia Freitag (* 1958), deutsche Amerikanistin und Hochschullehrerin

### L
- Lucie Freitag-Fransen (* 1955), deutsche Wasserspringerin
- Ludwig Freitag (1888–1973), deutscher Architekt
- Lutz Freitag (* 1943), deutscher Politiker und Gewerkschafter

### M
- Manfred Freitag (Drehbuchautor) (1934–1995), deutscher Drehbuchautor
- Manfred Freitag (Künstler) (* 1934), deutscher Maler und Grafiker
- Manfred Freitag (Schachspieler) (* 1969), österreichischer Schachspieler
- Marcus Freitag (* 1967), deutscher Theologe und Philosoph
- Mark Freitag (* ~1961), kanadischer Badmintonspieler
- Markus Freitag (* 1968), deutscher Politologe
- Max Freitag (?–1962), deutscher Gartenbautechniker und Fachschuldirektor
- Meike Freitag (* 1979), deutsche Schwimmerin
- Mika Freitag (* 2006), deutscher Basketballspieler

### O
- Otto Freitag (Schriftsteller) (1839–1899), deutscher Schriftsteller und Redakteur
- Otto Freitag (Politiker) (1888–1963), deutscher Politiker (DVP, DDR-CDU)
- Otto Freitag (1898–1982), deutscher Fußballspieler; siehe Gebrüder Freitag
- Otto Freitag (Schauspieler), Schweizer Schauspieler und Regisseur

### P
- Pankraz Freitag (1952–2013), Schweizer Politiker
- Pascal Freitag (* 1979), deutscher Schauspieler
- Paul Freitag (* 1945), deutscher Schriftsteller und Lyriker
- Peter Freitag (Jurist) (* 1945), deutscher Jurist und Richter
- Peter Freitag (Künstler) (* 1972), deutscher Künstler

### R
- Richard Freitag (* 1991), deutscher Skispringer
- Robert Freitag (1916–2010), österreichischer Schauspieler
- Robert Freitag (Jurist) (* 1968), deutscher Jurist und Hochschullehrer
- Rudolf Freitag (Bildhauer) (1805–1890), deutscher Bildhauer und Kunstsammler
- Rudolf Freitag (Fußballspieler) (1933–2017), deutscher Fußballspieler
- Ruth Freitag (* 1961), Chemikerin und Hochschullehrerin für Bioprozesstechnik

### S
- Sabine Freitag (* 1962), deutsche Neuzeithistorikerin
- Sebastian Freitag (* 1986), deutscher Kirchenmusiker und Domorganist
- Selina Freitag (* 2001), deutsche Skispringerin
- Stefan Freitag (* 1968), deutscher Politiker (parteilos)

### T
- Thomas Freitag (Kabarettist) (* 1950), deutscher Kabarettist
- Thomas Freitag (Autor) (* 1954), deutscher Autor
- Tina Freitag (* 1970), deutsche Filmeditorin

### U
- Ulrich Freitag (Kartograf) (* 1931), deutscher Kartograf
- Ulrich Freitag (Politiker) (* 1947), deutscher Politiker (SPD), MdBB
- Ulrike Freitag (* 1962), deutsche Neuzeithistorikerin, Islamwissenschaftlerin
- Uschi Freitag (* 1989), deutsche Turm- und Wasserspringerin

### V
- Veronika Freitag (* 1975), deutsche Schauspielerin

### W
- Walter Freitag (1889–1958), deutscher Gewerkschaftsfunktionär und Politiker (SPD)
- Walter Freitag (Radsportler) (* 1925), österreichischer Radrennfahrer
- Werner Freitag (Schwimmer) (* 1946), deutscher Schwimmer
- Werner Freitag (Historiker) (* 1955), deutscher Historiker
- Wilfried Freitag (1941–2008), deutscher Schauspieler, Hörspielsprecher, Synchronsprecher sowie Synchronregisseur und Dialogbuchautor
- Wilhelm Freitag (1906–1990), Schweizer Architekt
- Willi Freitag (1895–?), deutscher Fußballspieler, siehe Gebrüder Freitag
- Wolfgang Freitag (Architekt) (1930–2024), deutscher Architekt
- Wolfgang Freitag (Jurist) (* 1944), deutscher Jurist und Richter
- Wolfgang Freitag (Künstler) (* 1948), deutscher Grafiker, Illustrator und Autor
- Wolfgang Freitag (Journalist) (* 1958), österreichischer Journalist und Fotograf
- Wolfgang Freitag (Philosoph) (* 1972), deutscher Philosoph und Hochschullehrer

### Pseudonym
- Frau Freitag (* 1968; bürgerlicher Name unbekannt), Pseudonym einer deutschen Lehrerin, Bloggerin und Buchautorin